# Segestidea rufipalpis
Segestidea rufipalpis är en insektsart som först beskrevs av Willemse, C. 1966.  Segestidea rufipalpis ingår i släktet Segestidea och familjen vårtbitare. Inga underarter finns listade i Catalogue of Life.